# Gleichen, Alberta
Gleichen är ett samhälle i Kanada.   Det ligger i provinsen Alberta, i den centrala delen av landet, 2 800 km väster om huvudstaden Ottawa. Gleichen ligger 903 meter över havet och antalet invånare är 336.
Terrängen runt Gleichen är platt, och sluttar söderut. Runt Gleichen är det ganska glesbefolkat, med 31 invånare per kvadratkilometer.. Gleichen är det största samhället i trakten.
Trakten runt Gleichen består till största delen av jordbruksmark.